# المعجم السرياني
المعجم السرياني هو اسم لقاموس عربي سرياني. ألفه الحسن بن بهلول الأواني الطيرهاني، الذي يُعرف بـ(بار بهلول) بالسريانية. وهو أديب ولغوي سرياني عاش في القرن العاشر الميلادي.

## الخلفية
يتألف المعجم من ثلاثة أجزاء يشرح الكلمات السريانية، بالإضافة إلى الكلمات اليونانية التي توجد في الأدب السرياني، باللغتين السريانية والعربية. يشمل المجلد الثالث مقدمة وفهارس للغات الفردية والآيات الكتابية المذكورة. يُعد كتاب المعجم السرياني أكبر معجم سرياني شامل، جمعه الحسن بن بهلول في القرن العاشر. بين القرنين الحادي عشر والثالث عشر، ظهرت سلسلة من الأعمال حول القواعد متبعة المنهج العربي.

## المحتوى
إن المعجم يتناول المصطلحات العلمية والتقنية ويشمل كلمات سريانية ويونانية مع ترجمة سريانية. التفسيرات الرئيسة تكون باللغة السريانية مع تعليقات قصيرة باللغة العربية. لا يتضمن عادةً بعض الكلمات السريانية الشائعة، ويشمل كلمات مأخوذة من الكتاب المقدس والكتابات اللاهوتية والفلسفية والعلمية. إن الكلمات مرتبة ترتيبًا أبجديًا، مع تجميع الكلمات السريانية ذات الجذر المشترك أحيانًا.

## الترجمات
وتُرجم إلى عدة لغات كالفارسية والأرمنية في وقت مبكر، كما ترجمه روبنس دوفال إلى الفرنسية ومنها إلى الإنكليزية.